# شهرستان رمادی
شهرستان رمادی (به عربی: قضاء الرمادی) یک شهرستان در عراق است که در استان انبار واقع شده‌است.